# Мирзоалиев, Курбон
Курбон Мирзоалиев — таджикистанский политический деятель, депутат Верховного Совета Таджикистана (1990—1995), депутат Высшего собрания Таджикистана (1995—2010).
Родился 20.01.1942 в кишлаке Окбулок Советского района Таджикской ССР.
Окончил агрономический факультет Таджикского сельскохозяйственного института (1968).
- Восейский район: агроном, главный агроном колхоза им. Ленина; председатель исполкома кишлачного Совета Арал; председатель колхозов «Коммунизм» и им. М.Махмадалиева:
- председатель колхоза имени Жданова Кулябского района;
- председатель Ховалингского райисполкома;
- с марта по август 1992 г. председатель Кулябского облисполкома.

Депутат Верховного Совета Республики Таджикистан двенадцатого созыва (1990—1995), народный депутат Маджлиси Оли Республики Таджикистан (1995—2000).
В 2000—2010 депутат Маджлиси намояндагон Маджлиси Оли (Палаты представителей) Республики Таджикистан от Народно-Демократической партии Таджикистана. Член Комитета по экономике, бюджету, финансам и налогам.
Заслуженный работник Республики Таджикистан. Награждён орденами Трудового Красного Знамени, «Знак Почёта».
Семья: жена, 10 детей.